# Панкин, Борис Дмитриевич
Бори́с Дми́триевич Па́нкин (род. 20 февраля 1931) — советский и российский дипломат, журналист, публицист, литературный критик. С августа по ноябрь 1991 года исполнял обязанности министра иностранных дел СССР.
Посол СССР в Швеции (1982—1990), в ЧСФР (1990—1991). Посол СССР (затем — России) в Великобритании (1991—1993).

## Биография
Панкин родился 20 февраля 1931 года в городе Фрунзе, Киргизской АССР. В 1953 году окончил факультет журналистики МГУ имени М. В. Ломоносова.
С 1953 года на журналистской работе в газете «Комсомольская правда»: корреспондент, специальный корреспондент, заведующий отделом, заместитель главного редактора (1959—1965). Затем главный редактор (1965—1973).
Член КПСС с 1958 года.
В 1973—1982 годах — председатель правления Всесоюзного агентства по авторским правам (ВААП).
С 1982 на дипломатической работе (дипломатический ранг — чрезвычайный и полномочный посол):
- С 4 сентября 1982 по 14 мая 1990 года — чрезвычайный и полномочный посол СССР в Швеции[9][10].
- С 14 мая 1990 по 29 августа 1991 года — чрезвычайный и полномочный посол СССР в ЧСФР[10][11]. На этом посту Панкин оказался единственным послом СССР[12], но не единственным советским дипломатом[6], открыто осудившим ГКЧП[5]. Тогда же он вышел из компартии[5].
- 28 августа 1991 года президент СССР М. C. Горбачёв подписал указ о назначении Панкина министром иностранных дел и внёс данное решение на рассмотрение Верховного Совета СССР[13], однако, этот указ утверждён не был[14][15][16][17]. Несмотря на это, фактически исполнял обязанности министра[2][18][19] (до 18 ноября[20][21][22]).
- С 1 октября по 25 декабря 1991 года — член Совета обороны при президенте СССР[23][24].
- С 19 ноября 1991 года — чрезвычайный и полномочный посол СССР/Российской Федерации в Великобритании[25]. Одновременно член Политического консультативного совета при Президенте СССР[26].
- 16 сентября 1993 года освобождён от обязанностей чрезвычайного и полномочного посла Российской Федерации в Соединённом Королевстве Великобритании и Северной Ирландии в связи с уходом на пенсию[27].

Позже — политический обозреватель «Российской газеты» в Стокгольме.
Женат. Есть двое детей: сын и дочь.

## Награды
- два ордена Трудового Красного Знамени[4][5]
- Медаль «За освоение целинных земель»[5]
- Медаль «За трудовую доблесть»[5]
- Медаль «В ознаменование 100-летия со дня рождения Владимира Ильича Ленина» (1970)[5]
- орден Дружбы народов[4]
- Государственная премия СССР[4] (1982) — за книгу «Строгая литература»[3]
- премия Ленинского Комсомола (1980) — за книгу «Время и слово»[источник не указан 1771 день]
- премия Союза журналистов СССР[4]
- Знак «Почётный автор РАО» (2011)[7]
- Медаль «За доблесть» Конгресса США[28].

## Общественная деятельность
- член Союза писателей СССР[5] (с 1970)[источник не указан 1771 день]
- секретарь правления СЖ СССР (1973—1987)[источник не указан 1771 день]

Входил:
- в Комитете по Ленинским и Государственным премиям СССР[источник не указан 1771 день]
- в Правлении СП СССР (до 1991)[источник не указан 1771 день]
- в Правлении СП РСФСР (с 1991)[источник не указан 1771 день]

## Труды
- Строгая литература. — М.: Советский писатель, 1982. — 399 с.
- Сто оборванных дней. — М. : Совершенно секретно, 1993. — 280 с. — ISBN 5-85275-055-7
- Четыре Я Константина Симонова. — М.: Воскресенье, 1999. — 453 с. — ISBN 5-88528-187-4
- Пресловутая эпоха в лицах, масках, событиях и казусах. — М.: Воскресенье, 2002. — 459 с. — ISBN 5-88528-287-0
- Шведский дом и его обитатели. — М.: Воскресенье, 2003. — 347 c. — ISBN 5-88528-314-1
- Та самая эпоха. М.: Собрание, 2008. — 582 с. — ISBN 978-5-9606-0057-6
- Пылинки времени. — Минск: ПРУП «Минская фабрика цветной печати», 2011. — 478 с. — ISBN 978-985-454-576-9

## Интервью
- Эхо Москвы. Должна ли Россия помогать странам третьего мира?
- Эхо Москвы. 21.05.2002